# Liberální strana (Spojené království)
Liberální strana byla britská liberální politická strana, jedna ze dvou hlavních politických stran od poloviny 19. století až do dvacátých let 20. století, kdy ustoupila Labouristické straně.
Od počátku třicátých let 20. století prožívala hlubokou krizi, která téměř vedla k jejímu zániku. Jisté oživení a renesanci zažila v letech sedmdesátých a nakonec po roce 1988 se stala třetí důležitou stranou britské politiky, když se sloučila se Sociálně demokratickou stranou, se kterou vytvořila novou Liberálně demokratickou stranu.

## Historie

### Počátky
Liberální strana má kořeny v polovině 19. století, kdy se začaly různé liberální a radikální skupiny vymezovat vůči aristokratickým whigům. Strana oficiálně vznikla v roce 1859 spojením whigů, tzv. peelitů (zastánci Roberta Peela) a následovníků lorda Palmerstona.
Ihned po svém vziku se liberálové podíleli na vládě lorda Palmerstona, který také stranu vedl do všeobecných voleb v roce 1865. V nich liberálové o něco posílili parlamentní většinu. Po Palmerstonově skonu nastoupil do premiérského křesla John Russell a pokusil se reformovat volební systém a rozšířit volební právo na kvalifikované dělníky. Pokus však byl zmařen za pomoci whigovské aristokracie a nastoupila konzervativní vláda.

### Gladstone

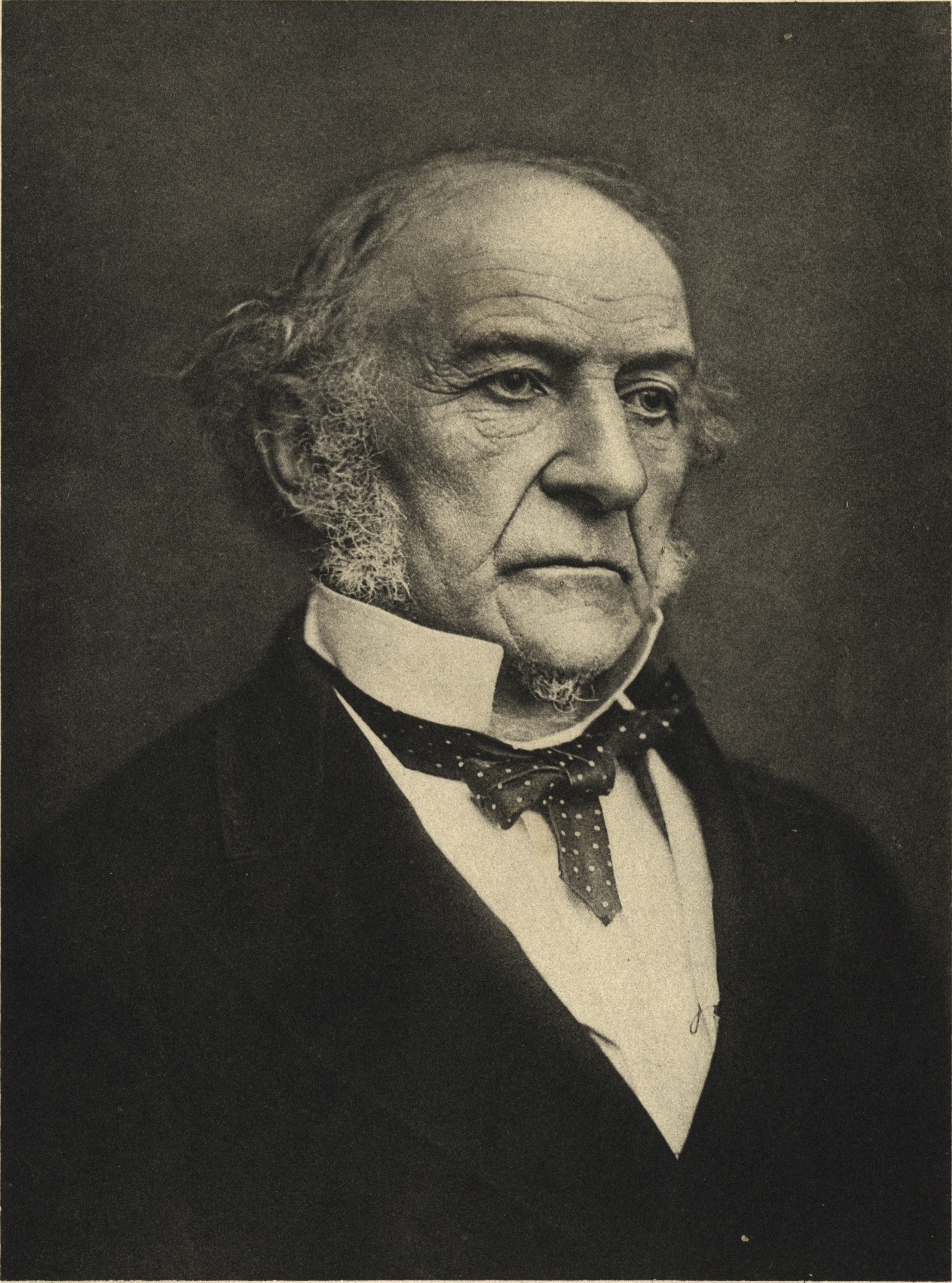
William Gladstone v roce 1892

V roce 1868 nastoupil do čela Liberální strany William Gladstone a ve všeobecných volbách téhož roku dosáhl velkého vítězství (387 křesel). Liberální kabinet zavedl četné reformy; reformoval justici, zavedl nový školský systém umožňující dostupné vzdělání pro chudé vrstvy, prosadil legislativu pro odbory a poskytl voličům možnost tajné volby.
V roce 1874 liberálové volby prohráli, za šest let se však Gladstone do funkce ministerského předsedy vrátil. Jeho vláda prosadila novou reformu volebního systému, díky které se počet voličů navýšil v Anglii a Walesu o 67 procent, ve Skotsku o 80 procent a v Irsku dokonce o 229 procent, což znamenalo výraznou demokratizaci politického systému.
Všeobecné volby v roce 1885 dopadly patem. Librální strana sice získala nejvíc poslanců, nemohla ale sama sestavit vládu a rozhodujícími se stalo 86 poslanců irských nacionalistů. Roku 1886 se tedy Gladstone překvapivě rozhodl podpořit irskou samosprávu. Tento krok sice pro něj získal podporu irských poslanců, 93 liberálů se ale vzbouřilo proti vedení a hlasovali s konzervativci proti samosprávě. Zákon tedy neprošel a následné volby byly pro Liberální stranu těžkou porážkou. Část strany vedená Josephem Chamberlainem a 8. vévodou z Devonshiru navíc založila novou Liberálně unionistickou stranu, která spolupracovala s Konzervativní stranou až do roku 1911, kdy se sní sloučila. Roku 1892 se Gladstone do premiérského křesla vrátil jako vůdce menšinové vlády závislé na podpoře Irské parlamentní strany a zákon o irské samosprávě prosadil, zamítla ho ale Sněmovna lordů a Gladstone se ve snaze o zákon bojovat dál rozpuštěním parlamentu nesetkal s podporou stranických kolegů; po dvou letech v úřadu tedy tento patrně nejproslulejší liberální premiér rezignoval a odešel z politiky.

### Do první světové války
Po Gladstoneovi se stal premiérem 5. hrabě Rosebery, o 3 roky později ale Liberální strana prohrála volby. Její protivníci většinu ještě posílili v tzv. khaki volbách v roce 1900. Vnitřní rozpory uvnitř aliance konzervativců a liberálních unionistů ohledně celní bariéry však liberálům pomohly s velkou většinou vyhrát volby roku 1906. Ministerským předsedou se po volbách stal Henry Campbell-Bannerman, kterého po třech letech vystřídal Herbert Henry Asquith.
Během liberální vlády v letech 1906–1915 byly podniknuty mnohé kroky k vytvoření moderního sociálního státu, a to za přičinění kancléře pokladu (ministra financí) Davida Lloyda George a ministra obchodu, posléze vnitra Winstona Churchilla. Ten předložil např. Zákon o národním pojištění zavádějící dávky v nezaměstnanosti, Důlní zákon upravující podmínky práce v dolech či zákon vytvářející obdobu dnešních pracovních úřadů. Reformní proces měl ve své době srovnání jen s administrativou Woodrowa Wilsona a politicky mu velel Lloyd George, který prosadil např. starobní důchody.
Roku 1909 navrhl Lloyd George „lidový rozpočet“, rozšiřující výdaje na sociální politiku a v souvislosti s tím zvyšující daňové zatížení. Rozpočet zvýšil daň z příjmů a zavedl progresivní a pozemkovou daň, což vyvolalo velký odpor ze strany aristokracie a dalších vlastníků pozemků. Na zákon o rozpočtu tvrdě zareagovala Konzervativní strana, která návrh vetovala ve Sněmovně lordů, čímž porušila stovky let starý precedens, který lordům zakazoval vetovat zákon o rozpočtu. Ministerský předseda Asquith požádal o podporu krále Edvarda VII., ten souhlasil s podmínkou nových voleb, které proběhly v lednu 1910. Z nich nevzešel jednoznačný výsledek – Liberální strana získala 274 mandátů, pouze o 2 více než konzervativci a liberální unionisté; žádná strana tedy nezískala většinu. Asquith sestavil s podoporou Irské parlamentní a Labouristické strany novou vládu. Sněmovna lordů nakonec rozpočet schválila výměnou za vypuštění pozemkové daně.
Tím konflikt neskončil; liberálové začali, opět za pomoci irských a labouristických poslanců, usilovat o reformu Sněmovny lordů. Asquith opět požádal o podporu krále, tentokrát nově na trůn navstoupivšího Jiřího V.; král by v případě neschválení reformy jmenoval stovky nových liberálních lordů pro její prosazení. Král ostýchavě souhlasil, požadoval ovšem další všeobecné volby. Ty se konaly v prosinci 1910 a skončily podobným patem jako volby lednové; liberálové nyní drželi jen o jedno křeslo víc než konzervativci. Konzervativní strana následně kapitulovala a reforma Sněmovny lordů prošla. Nyní nemohla horní sněmovna vetovat zákony o rozpočtu a ostatní zákony měla právo pouze pozdržet.

### Lloyd George a rozštěpení strany

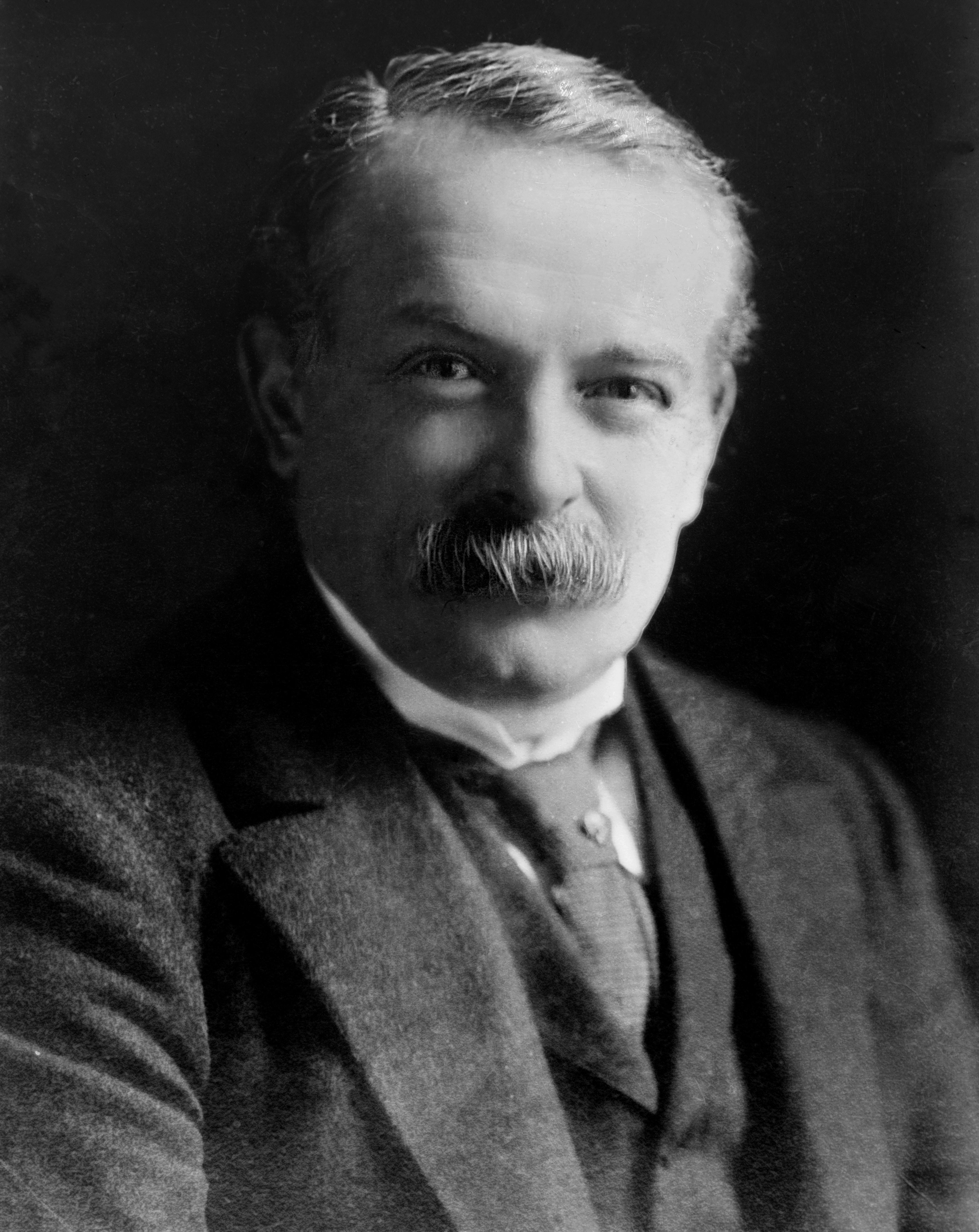
David Lloyd George

Liberální vláda se s podporou Irské parlamentní strany a labouristů udžela až do roku 1915, kdy byl během první světové války společně s konzervativci vytvořen válečný kabinet. Lloyd George dokázal cíle válečného úsilí popsat lépe než premiér Asquith a začal spolupracovat s vůdcem konzervativců Andrewem Bonarem Lawem. V roce 1916 Asquith složil vládu z důvodu rekonstrukce, do úřadu předsedy vlády byl ale s podporou konzervativců povolán Lloyd George. To Liberální stranu rozdělilo; její vedoucí část v čele s Asquithem se od Lloyd George a nové vlády distancovala.
Do poválečných všeobecných voleb v roce 1918 šli koaliční liberálové pod vedením Lloyd George a vlastní Asquithova Liberální strana samostatně. Vzešla z nich těsná konzervativní většina (379), zbytek parlamentu byl rozdělený mezi více stran; na druhém místě se umístili liberálové Lloyd George se 127 poslanci, klub Asquithových liberálů se ztenčil na pouhých 36. V poválečné koaliční vládě, která nyní závisela na podpoře Konzervativní strany, byl premiér méně iniciativní než před válkou. Vedl vyjednávání ve Versailles a později v irské občanské válce, na domácí scéně se ale nejvíce zapsal pouze výstavbou bytů pro válečné veterány a novelou pracovního pojištění. Rozpory v koalici se postupně prohlubovaly, opouštělo jí stále více konzervativců. V roce 1922 pozicí Lloyd George otřásl korupční skandál při udělování Řádu Britského impéria; téhož roku konzervativci definitivně přestali ministerskému předsedovi důvěřovat a vystoupili z koalice.

### Úpadek liberálů
Všeobecné volby v roce 1922 skončily pro stále rozdělené liberály velkým neúspěchem. Asquithova Liberální a Lloyd Georgeova Národně liberální strana získaly dohromady jen něco málo přes 100 křesel. Od této chvíle již Liberální strana nikdy nebude patřit mezi dvě nejsilnější strany. Posledního trojciferného počtu mandátů (159) strana dosáhla v roce 1923, kdy dočasně získala konzervativní odpůrce ochranných cel. Od liberálů postupně odchazí voliči levicovější orientace k labouristům, voliči obávající se levice naopak dali hlas konzervativcům. V meziválečném období Liberální strana oscilovala mezi 40 poslanci v roce 1924 a 21 ve volbách 1935. Liberální strana ještě podílela na národní vládě roku 1931 a válečném kabinetu během druhé světové války. V roce 1931 se od liberálů oddělila Liberální národní strana, připouštějící možnost ochranných cel v době krize.
Následující desetiletí byla pro liberály krušná. Ve volbách 1945 se jejich poslanecký klub ztenčil na pouhých 12 členů. Až do roku 1964 strana nezískala více než 9 poslanců a uvažovalo se o jejím zániku.

### Obroda a aliance se Sociálně demokratickou stranou
V šedesátých letech strana zažila jistou renesanci, která se plně projevila ve všeobecných volbách v únoru 1974. Tehdy získala Liberální strana téměř 20% hlasů a jejích 14 poslanců hrálo rozhodující úlohu v následujícím povolebním vyjednávání. Ani jedna ze dvou největších stran totiž nezískala většinu a oběma mohli liberálové k většině dopomoci. Liberální lídr Jeremy Thorpe jednal s vůdcem konzervativců Edwardem Heathem, žádal nicméně změnu většinového volebního systému na poměrný, na což nebyl Heath ochoten přistoupit. Situace nakonec vyústila v menšinovou labouristickou vládu a další volby v říjnu 1974, které již přinesly vítězství labouristům.
V následujících letech pokračovaly slušné volební výsledky liberálů co se týče počtu hlasů, které se nicméně příliš neodrážely v počtu mandátů. Do všeobecných voleb v roce 1983 tedy šla Liberální strana v alianci se středovou Sociálně demokratickou stranou a skončila těsně za labouristy se ziskem 25% hlasů. Po o něco slabší volebním výsledku roku 1987 se Liberální a Sociálně demokratická strana sloučily v novou Liberálně demokratickou stranu.

## Ideologie
V období největšího úspěchu (do začátku 20. století) prosazovala strana to, co se v současnosti nazývá klasickým liberalismem – podporovala ekonomickou politiku laissez faire – především volný obchod a minimalizaci státních zásahů do ekonomiky. Preferovala sociální reformy, svobodu jednotlivce, omezení moci panovníka a rozšíření volebního práva. Před první světovou válkou se strana přiklonila k sociálnímu liberalismu. 

## Volební výsledky

### Všeobecné volby
| Volby         | Lídr                     | Hlasy     | Hlasy | Mandáty | Mandáty | Pozice | Vláda   |
| Volby         | Lídr                     | Abs.      | %     | Abs.    | ±       | Pozice | Vláda   |
| ------------- | ------------------------ | --------- | ----- | ------- | ------- | ------ | ------- |
| 1865          | Vikomt Palmerston        | 508 821   | 59,5  | 369/658 | ▲13     | ▬ 1.   | Vláda   |
| 1868          | William Gladstone        | 1 428 776 | 61,5  | 387/658 | ▲18     | ▬ 1.   | Vláda   |
| 1874          | William Gladstone        | 1 281 159 | 52,0  | 242/652 | ▼145    | ▼2.    | Opozice |
| 1880          | 8. vévoda z Devonshiru   | 1 836 423 | 54,2  | 352/652 | ▲110    | ▲1.    | Vláda   |
| 1885          | William Gladstone        | 2 199 198 | 47,4  | 319/670 | ▼33     | ▬ 1.   | Vláda   |
| 1886          | William Gladstone        | 1 353 581 | 45,5  | 191/670 | ▼128    | ▼2.    | Opozice |
| 1892          | William Gladstone        | 2 088 019 | 45,4  | 272/670 | ▲80     | ▲1.    | Vláda   |
| 1895          | 5. hrabě Rosebery        | 1 765 266 | 45,7  | 177/670 | ▼95     | ▼2.    | Opozice |
| 1900          | Henry Campbell-Bannerman | 1 572 323 | 44,7  | 183/670 | ▲6      | ▬ 2.   | Opozice |
| 1906          | Henry Campbell-Bannerman | 2 565 644 | 48,9  | 398/670 | ▲214    | ▲1.    | Vláda   |
| leden 1910    | Herbert Henry Asquith    | 2 712 511 | 43,5  | 274/670 | ▼123    | ▬ 1.   | Vláda   |
| prosinec 1910 | Herbert Henry Asquith    | 2 157 256 | 43,2  | 272/670 | ▼2      | ▬ 1.   | Vláda   |
| 1918          | Herbert Henry Asquith    | 1 355 398 | 13,0  | 36/707  | ▼235    | ▼5.    | Opozice |
| 1922          | Herbert Henry Asquith    | 2 601 486 | 18,9  | 62/615  | ▲26     | ▲3.    | Opozice |
| 1923          | Herbert Henry Asquith    | 4 129 922 | 29,7  | 158/615 | ▲96     | ▬ 3.   | Opozice |
| 1924          | Herbert Henry Asquith    | 2 818 717 | 17,8  | 40/615  | ▼118    | ▬ 3.   | Opozice |
| 1929          | David Lloyd George       | 5 104 638 | 23,6  | 59/615  | ▲19     | ▬ 3.   | Opozice |
| 1931          | Herbert Samuel           | 1 346 571 | 6,5   | 33/615  | ▼29     | ▼4.    | Vláda   |
| 1935          | Herbert Samuel           | 1 414 010 | 6,7   | 21/615  | ▼12     | ▬ 4.   | Opozice |
| 1945          | Archibald Sinclair       | 2 177 938 | 9,0   | 12/640  | ▼9      | ▲3.    | Opozice |
| 1950          | Clement Davies           | 2 621 487 | 9,1   | 9/625   | ▼3      | ▼6.    | Opozice |
| 1951          | Clement Davies           | 730 546   | 2,5   | 6/625   | ▼3      | ▲4.    | Opozice |
| 1955          | Clement Davies           | 722 402   | 2,7   | 6/630   | ▬ 0     | ▲3.    | Opozice |
| 1959          | Jo Grimond               | 1 640 760 | 5,9   | 6/630   | ▬ 0     | ▬ 3.   | Opozice |
| 1964          | Jo Grimond               | 3 099 283 | 11,2  | 9/630   | ▲3      | ▬ 3.   | Opozice |
| 1966          | Jo Grimond               | 2 327 533 | 8,5   | 12/630  | ▲3      | ▬ 3.   | Opozice |
| 1970          | Jeremy Thorpe            | 2 117 035 | 7,5   | 6/630   | ▼6      | ▬ 3.   | Opozice |
| únor 1974     | Jeremy Thorpe            | 6 059 519 | 19,3  | 14/635  | ▲8      | ▬ 3.   | Opozice |
| říjen 1974    | Jeremy Thorpe            | 5 346 704 | 18,3  | 13/635  | ▼1      | ▬ 3.   | Opozice |
| 1979          | David Steel              | 4 313 804 | 13,8  | 11/635  | ▼2      | ▬ 3.   | Opozice |
| 1983          | David Steel              | 4 273 146 | 25,4  | 17/650  | ▲6      | ▬ 3.   | Opozice |
| 1987          | David Steel              | 4 170 849 | 22,6  | 17/650  | ▬ 0     | ▬ 3.   | Opozice |

### Volby do Evropského parlamentu
| Volby | Lídr        | Hlasy     | Hlasy | Hlasy | Mandáty | Mandáty | Pozice |
| Volby | Lídr        | Abs.      | %     | ±     | Abs.    | ±       | Pozice |
| ----- | ----------- | --------- | ----- | ----- | ------- | ------- | ------ |
| 1979  | David Steel | 1 690 638 | 12.6  |       | 0/81    |         | ▬ 7.   |
| 1984  | David Steel | 2 591 659 | 18.5  | ▲5.9  | 0/81    | ▬ 0     | ▬ 7.   |